# Vasco Rocha Vieira
Vasco Joaquim Rocha Vieira (em chinês tradicional: 韋奇立) GCTE • GColIH • GCC • ComA • MPSD • MOSD • MTMM • MPMM • MPCE • MOCE (Lagoa, 16 de agosto de 1939 – 22 de janeiro de 2025), General do Exército Português, foi um militar e político português que exerceu as funções de Ministro da República para os Açores e de último Governador de Macau.
Publicou o livro «O 25 de Novembro e a Democratização Portuguesa» conjuntamente com António Barreto.

## Biografia
Rocha Vieira frequentou o Colégio Militar e foi um General do Exército Português que, entre outras funções, exerceu como Chefe do Estado-Maior do Exército, Ministro da República nos Açores (1986-1991) e 138.º Governador de Macau (23 de abril de 1991 - 19 de dezembro de 1999), tornando-se no último Governador de Macau sob a Administração Portuguesa. Ficou célebre a sua imagem a colocar a Bandeira de Portugal sobre o coração após esta ter sido arreada.
Enquanto Chefe do Estado-Maior do Exército, cargo que exerceu entre julho de 1976 e abril de 1978, foi responsável por alguma pacificação e despolitização das Forças Armadas, nomeadamente do exército. Enquanto membro do Conselho da Revolução, foi um dos responsáveis pela passagem à reserva compulsiva de Otelo Saraiva de Carvalho, punição por este desenvolver intensa actividade política, incompatível com o seu estatuto de militar no activo.
Após o termo do mandato como Governador de Macau, com a transferência da plena soberania sobre aquele território para a República Popular da China, o seu nome foi aventado como possível candidato à Presidência da República Portuguesa, o que não se chegou a concretizar. Entretanto, trabalhou na Fundação Jorge Álvares de Macau.
Foi Chanceler do Conselho das Antigas Ordens Militares entre 2006 e 2016.
Teve uma subvenção mensal vitalícia de 13 607 euros brutos desde 03 de julho de 2000.

### Dados genealógicos
Filho de João da Silva Vieira (Lagoa, Lagoa, 9 de novembro de 1913 - ?) e de sua mulher Maria Vieira Rocha, neto paterno de André de Sousa Vieira e de sua mulher Teresa de Jesus da Silva, por esta bisneto de João Francisco dos Reis e de sua mulher Gertrudes da Conceição Cintra e trineto de José Francisco e de sua segunda mulher Teresa da Conceição.
Casou em Lisboa, Alcântara, a 20 de novembro de 1976 com Maria Leonor de Andrada Soares de Albergaria (Lisboa, 18 de abril de 1949), filha de João José Cabral Soares de Albergaria, que usa o título de 3.º Visconde de Torre de Moncorvo, e de sua mulher Maria Júlia Pellen de Campos de Andrada, de quem tem três filhos:
- Pedro Soares de Albergaria Rocha Vieira (16 de maio de 1977)
- João Soares de Albergaria Rocha Vieira (24 de junho de 1978)
- Filipe Soares de Albergaria Rocha Vieira (20 de setembro de 1984), Licenciado em Direito pela Faculdade de Direito da Universidade de Lisboa

### Morte
Morreu a 22 de janeiro de 2025, aos 85 anos, de doença prolongada.

## Condecorações[11]

### Ordens Portuguesas[12]
- Comendador da Ordem Militar de São Bento de Avis – Presidente Ramalho Eanes (19 de Janeiro de 1981)
- Grã-Cruz da Ordem do Infante D. Henrique – Presidente Soares (19 de Abril de 1986)
- Grã-Cruz da Ordem Militar de Nosso Senhor Jesus Cristo – Presidente Soares (12 de Fevereiro de 1996)
- Grande-Colar da Ordem do Infante D. Henrique – Presidente Sampaio (20 de Setembro de 2001)[13]
- Grã-Cruz da Antiga e Muito Nobre Ordem Militar da Torre e Espada, do Valor, Lealdade e Mérito – Presidente Cavaco Silva (18 de Dezembro de 2015)

### Medalhas Militares
- Medalha Militar de Ouro da Classe de Serviços Distintos
- Medalha Militar de Prata da Classe de Serviços Distintos
- Medalha de 1.ª Classe de Mérito Militar
- Medalha de 3.ª Classe de Mérito Militar
- Medalha Militar de Ouro da Classe de Comportamento Exemplar
- Medalha Militar de Prata da Classe de Comportamento Exemplar

### Medalhas Civis
- Medalha de Ouro de Mérito Municipal de Lagoa (30 de abril de 1991)

### Ordens Estrangeiras[14]
- Grande-Oficial da Ordem de Leopoldo II da  Bélgica (13 de agosto de 1993)
- Grã-Cruz da Ordem de Rio Branco do  Brasil (16 de março de 1977)
- Comendador da Legião do Mérito dos  Estados Unidos (26 de dezembro de 1977)
- Grã-Cruz da Ordem do Tesouro da Felicidade Sagrada do  Japão
- Comendador da Ordem Nacional do Mérito de  França